# Развој рекорда светских првенстава на 100 метара за мушкарце
Трка на 100 метара у мушкој конкуренцији је класична атлетска дисциплина која се налазила на програну свих атлетских такмичења која се одржавају на отвореном од античке грче до данас. Тако је била и на програмима свих светским првенстава на отвореном од 1. Светског првенства 1983. одржаног у Хелсинкију  до данас.
Актуелини рекорд светских пренства 100 м  износи 9,58, а рекордер је Јусејн Болт са Јамајке, који је са овим резултатом и актуелни светски рекордер.

## Рекорди
Закључно са СП 2015. у Пекингу, ратификовано је 15 рекорда светских првенстава.
Легенда
| ратификовани рекорди     |
| нератификовани резултати |
| * = изједначен рекорд    |

|     | Резултат | Атлетичар        | Дат. рођ.                   | Држава                 | Место            | Датум            |
| --- | -------- | ---------------- | --------------------------- | ---------------------- | ---------------- | ---------------- |
| 1.  | 10,64    | Лук Вотсон       | 19. новембар 1957. (25 год) | Уједињено Краљевство   | Хелсинки, Финска | 7. август 1983.  |
| 2.  | 10,38    | Хуан Нуњез       | 19. новембар 1959. (23 год) | Доминиканска Република | Хелсинки, Финска | 7. август 1983.  |
| 3.  | 10,34    | Карл Луис        | 1. јул 1961. (22 год)       | Сједињене Државе       | Хелсинки, Финска | 7. август 1983.  |
| 4.  | 10,31    | Десај Вилијамс   | 19. новембар 1959. (24 год) | Канада                 | Хелсинки, Финска | 7. август 1983.  |
| 5.  | 10,30    | Калвин Смит      | 8. јануар 1961. (22 год)    | Сједињене Државе       | Хелсинки, Финска | 7. август 1983.  |
| 6.  | 10,24    | Леандро Пењалвер | 23. мај 1961. (22 год)      | Куба                   | Хелсинки, Финска | 7. август 1983.  |
| 7.  | 10,20    | Карл Луис        | 1. јул 1961. (22 год)       | Сједињене Државе       | Хелсинки, Финска | 7. август 1983.  |
| 8.  | 10,07    | Карл Луис        | 1. јул 1961. (22 год)       | Сједињене Државе       | Хелсинки, Финска | 8. август 1983.  |
| 9.  | 10,03    | Карл Луис        | 1. јул 1961. (26 год)       | Сједињене Државе       | Рим, Италија     | 30. август 1987. |
| 10. | 9,93     | Карл Луис        | 1. јул 1961. (26 год)       | Сједињене Државе       | Рим, Италија     | 30. август 1987. |
| 11. | 9.93*    | Карл Луис        | 1. јул 1961. (30 год        | Сједињене Државе       | Токио, Јапан     | 25. август 1991. |
| 12. | 9,86     | Карл Луис        | 1. јул 1961. (30 год        | Сједињене Државе       | Токио, Јапан     | 25. август 1991. |
| 13. | 9,86*    | Морис Грин       | 23. јул 1974. (23 год)      | Сједињене Државе       | Атина, Грчка     | 3. август 1997.  |
| 14. | 9,80     | Морис Грин       | 23. јул 1974. (25 год)      | Сједињене Државе       | Севиља, Шпанија  | 22. август 1999. |
| 15. | 9,58     | Јусејн Болт      | 21. август 1986. (22 год)   | Јамајка                | Берлин, Немачка  | 16. август 2009. |